# Kreuzkapelle (Hatterath)

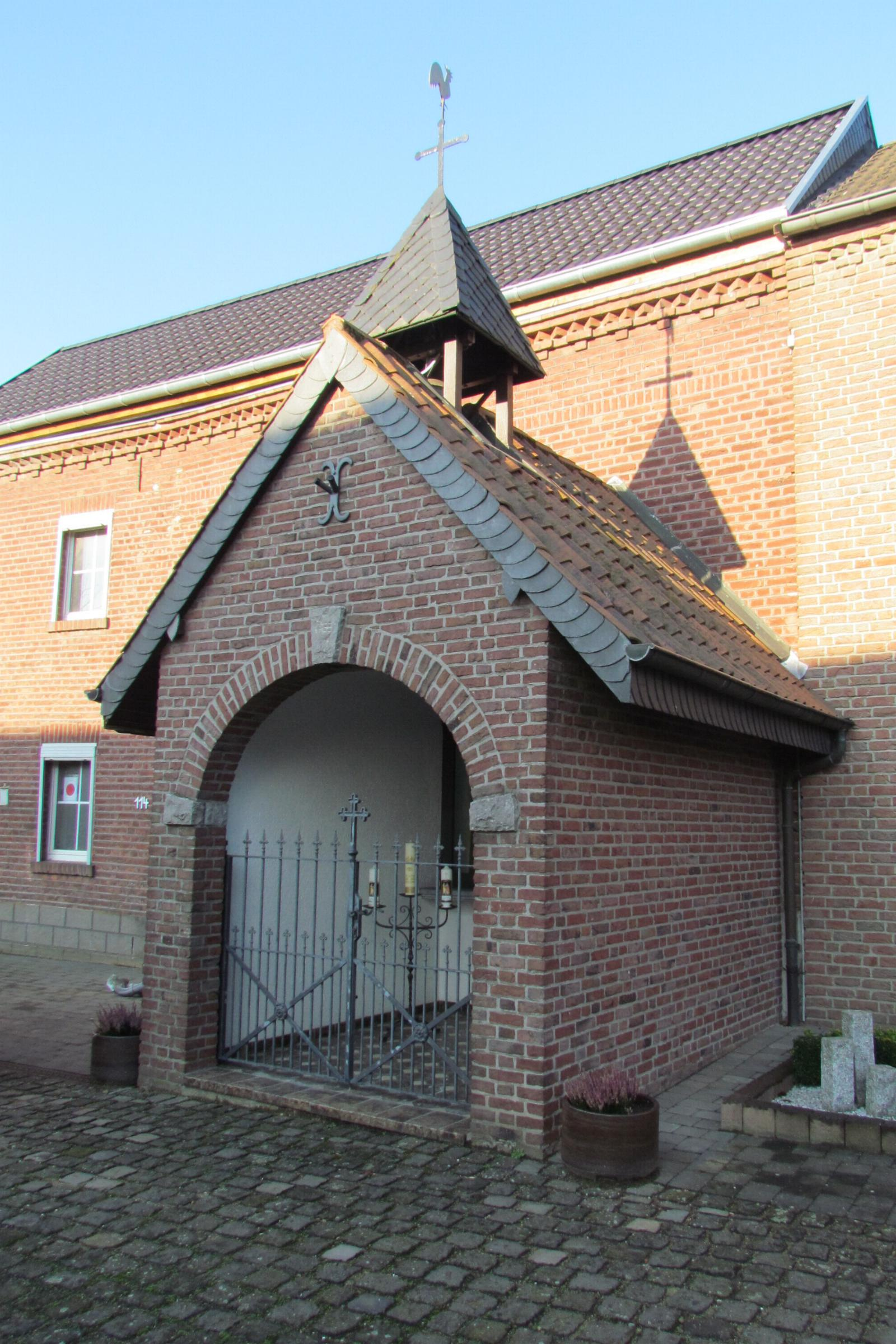

Die römisch-katholische Kreuzkapelle befindet sich im Ortsteil Hatterath in der Stadt Geilenkirchen in Nordrhein-Westfalen.

## Lage
Die Kapelle hat ihren Standort im Ortsteil Hatterath an der Professor Mendel Straße. Sie ist rückwärtig an das Haus Nr. 114 angebaut und ist zur Straße hin geöffnet. Sie wird im Volksmund auch Heinrichs-Kapelle genannt. 

## Geschichte
Das Bauwerk wurde laut Keilstein im Jahre 1733 errichtet. Im Jahre 1890 spendete ein Geilenkirchener Apotheker eine Glocke, die fortan regelmäßig zu bestimmten Festtagen geläutet wurde. Nach der Beschädigung durch einen Verkehrsunfall im Jahre 1982 wurde die Kapelle instand gesetzt und am 8. Mai 1983 wieder eingeweiht. Mit Spendengeldern wurde im Jahre 2009 ein elektrisches Läutwerk in die Andachtsstätte eingebaut. Die Einweihung erfolgte am 6. September 2009 unter Teilnahme vieler Dorfbewohner von Hatterath.

## Architektur
Die Kreuzkapelle ist ein kleiner Backsteinbau mit einem Rundbogen unter einem Satteldach. Das Dach ist mit roten Dachziegel gedeckt. Ein schiefergedeckter Dachreiter mit einer Glocke und einem Wetterhahn sind dem Dach aufgesetzt. Den Innenraum der Kapelle schmücken eine Josef- und Marienstatue aus der Barockzeit sowie seit Anfang der 1980er Jahre auch das Schützensilber der St. Peter und Paul Bruderschaft. 

## Galerie

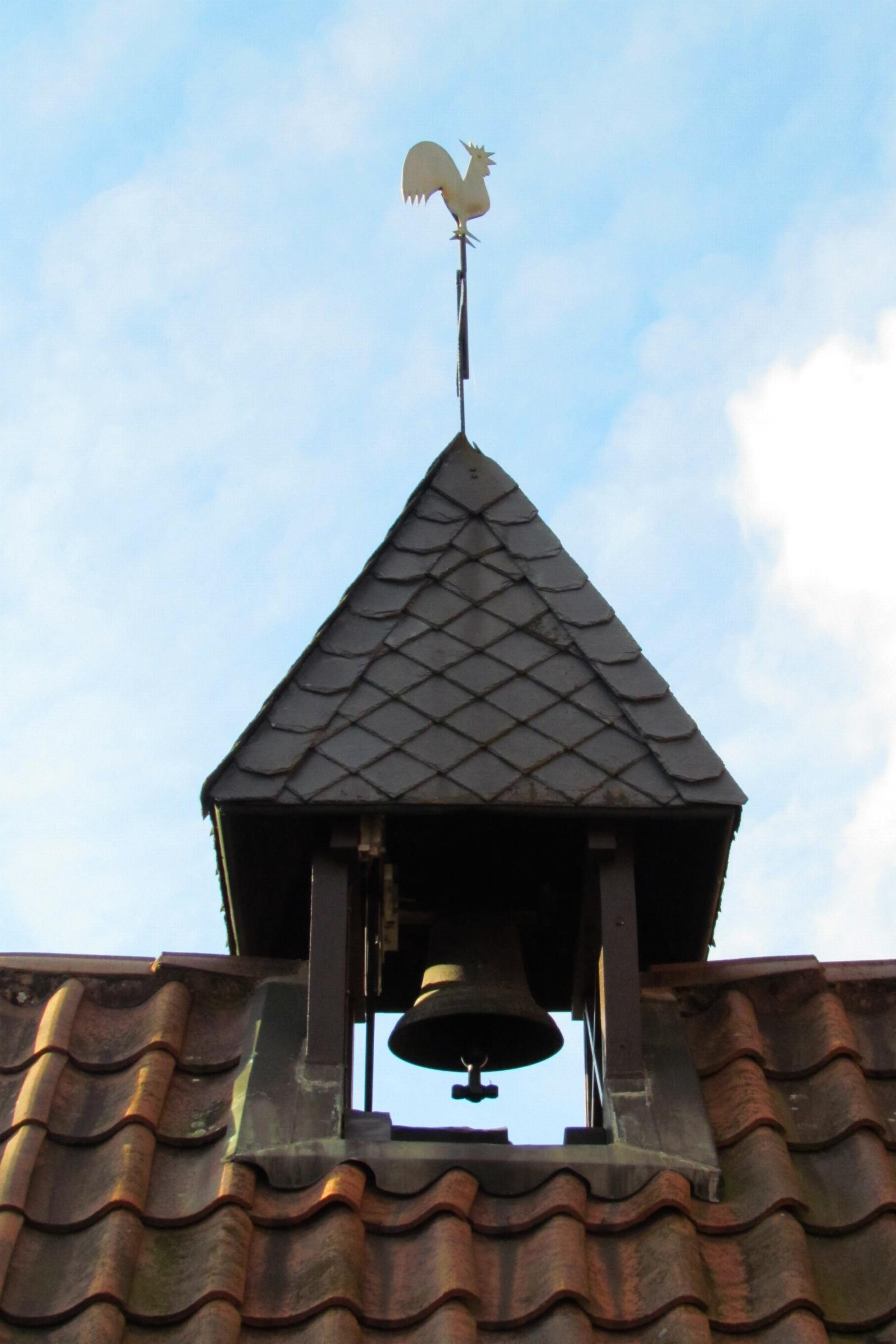
Dachreiter und Wetterhahn
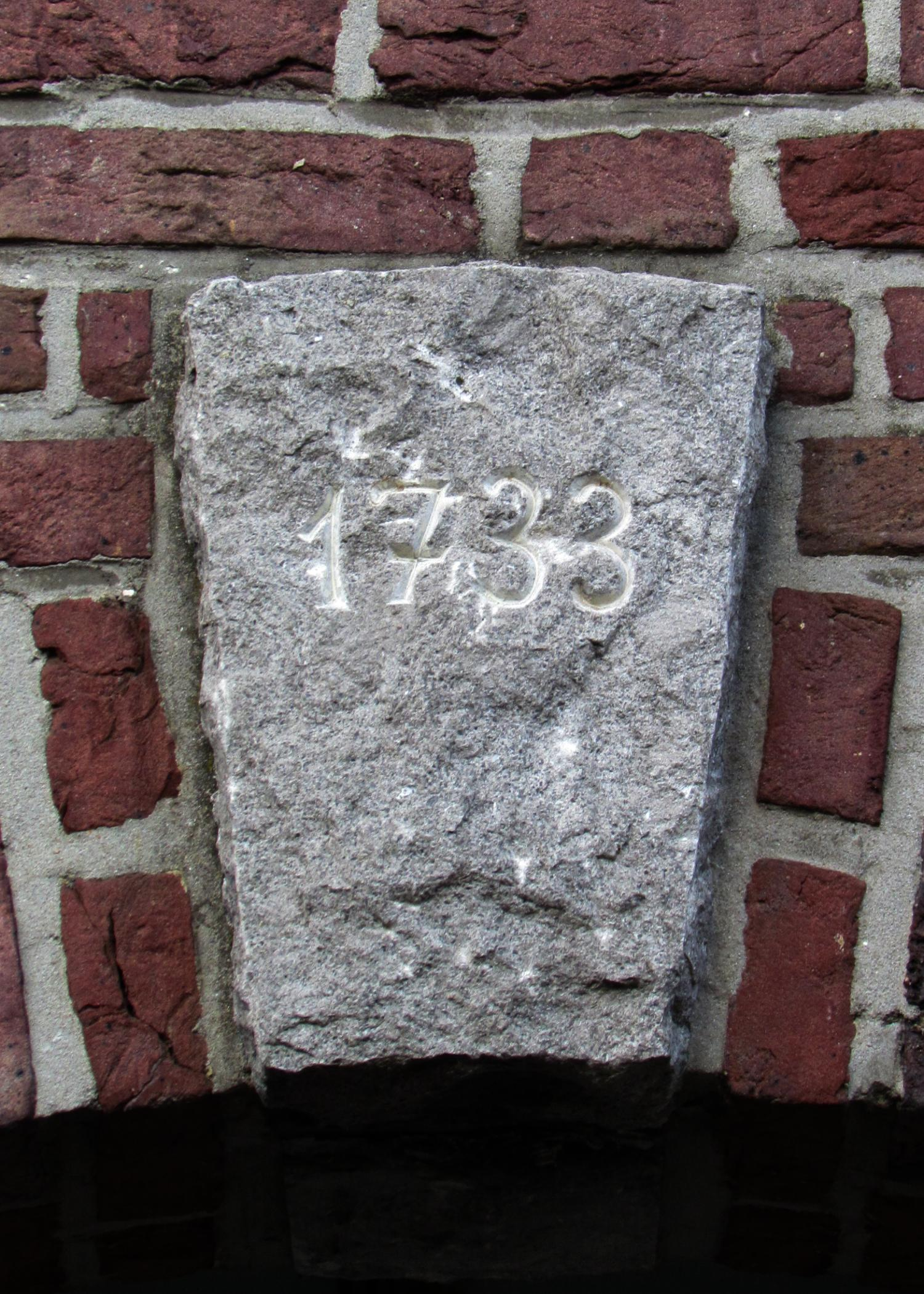
Türkeilstein 1733
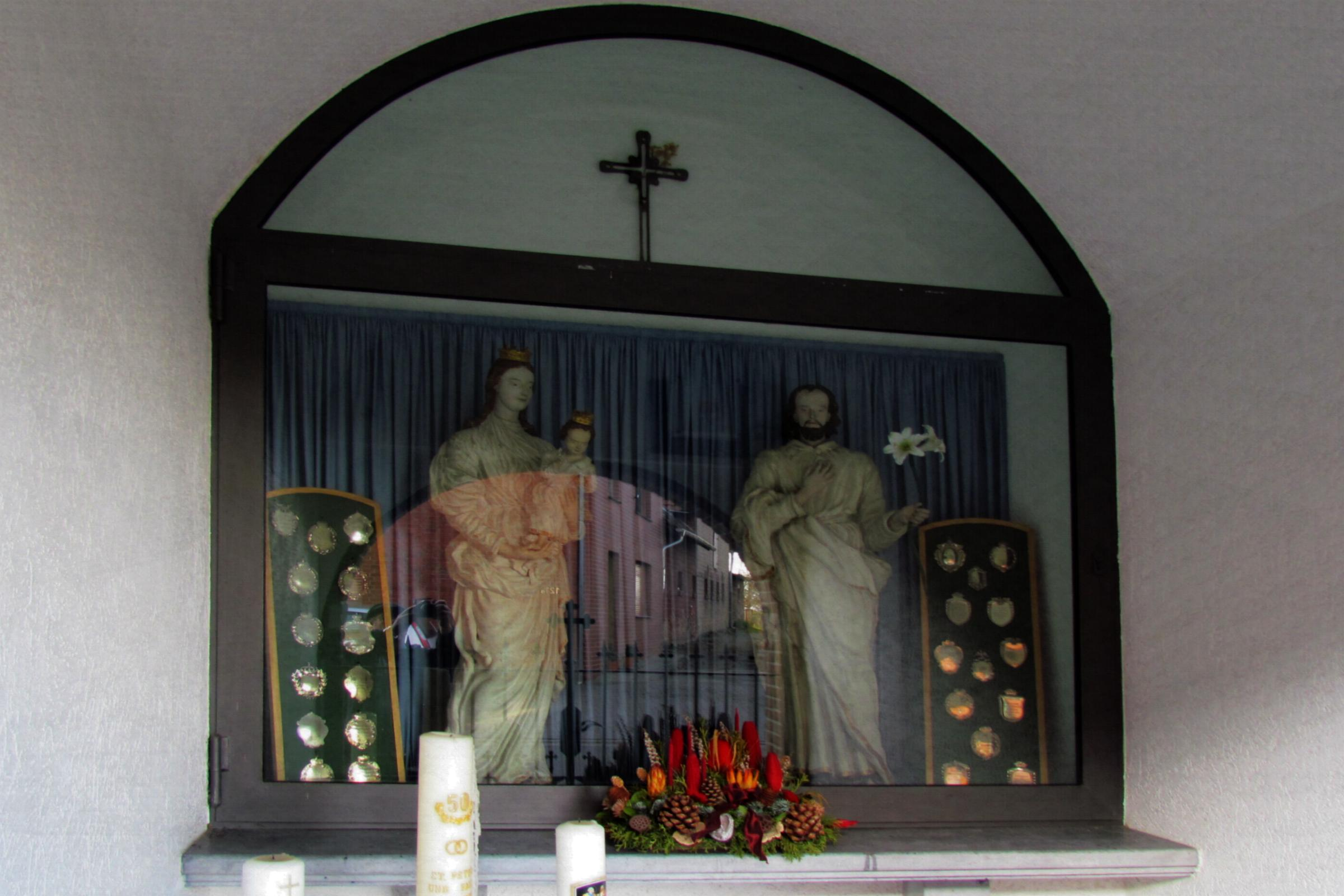
Innenansicht
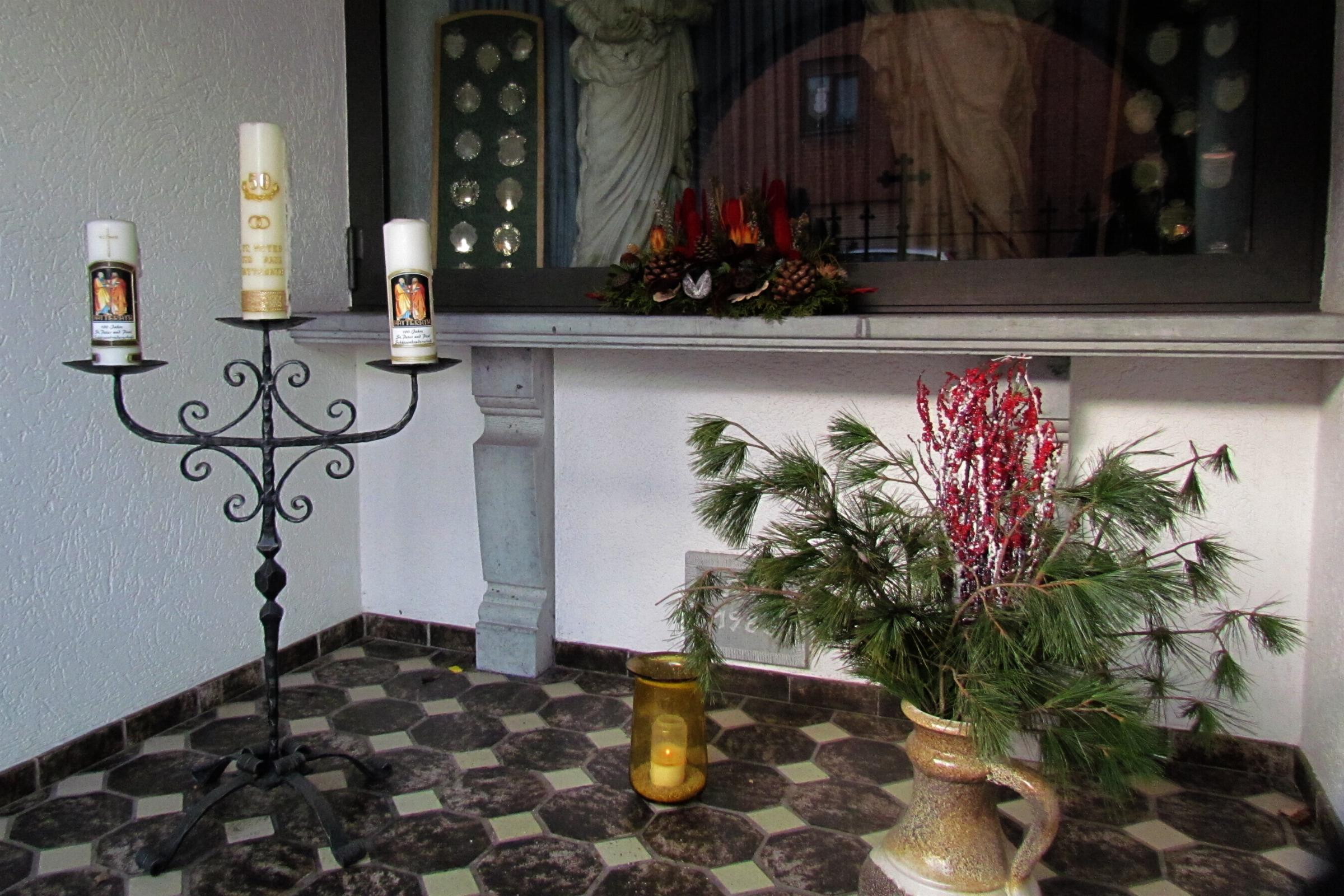
Blumen- und Kerzenschmuck